# Autopolis
Autopolis è un circuito motoristico situato nei pressi di Kamitsue, villaggio della Prefettura di Ōita in Giappone. Aperto nel 1990, ha ospitato diversi tipi di manifestazioni motoristiche di rilevanza anche internazionale. Sebbene la struttura sia moderna non ha mai ospitato la Formula 1 e, a causa dei diversi problemi finanziari dei suoi proprietari, è passato spesso di mano.

## Storia
Il circuito, localizzato dentro il Parco Nazionale di Aso Kujiyu, è stato costruito con una spesa di 500 milioni di dollari dal finanziere Tomonori Tsurumaki che lo annunciò nel 1989, nel corso di un'asta tenuta a Parigi, nella quale aveva acquistato un dipinto di Pablo Picasso, Les Noces de Pierrette per 51,3 milioni di dollari. Dopo l'acquistò annunciò che il dipinto avrebbe abbellito le strutture di un autodromo in costruzione in Giappone.
Il disegno del circuito fu di Yoshitoshi Sakurai, uno dei principali progettisti della Honda durante l'esperienza della casa nipponica in F1 degli anni sessanta.
Tsurumaki ordinò trenta vetture Buick, del modello "Sabre Cars", per una gara da tenere il giorno dell'inaugurazione, nel novembre 1990, facendovi correre dei piloti impegnati nel campionato nordamericano CART, quali Stan Fox, Johnny Rutherford, Dick Simon, Gary e Tony Bettenhausen, affiancati da piloti nipponici. Tsurumaki pianificò anche un campionato che avrebbe dovuto utilizzare queste vetture, chiamato FC-45 "Formula Crane". Alcune gare si tennero nel 1991 ma con uno scarso numero di partecipanti.
L'unica manifestazione di carattere internazionale che si è tenuta sul circuito è la gara finale del Campionato Mondiale Sportprototipi del 1991, la 430km of Autopolis, che fu vinta da Michael Schumacher e Karl Wendlinger con una Mercedes-Benz C291 del team Sauber.
I promotori del circuito, nel tentativo di portare la F1 ad Autopolis, sponsorizzarono il team Benetton  nel 1990 e 1991. Gli utenti del circuito però lo hanno sempre criticato  per l'eccessiva distanza da centri abitati e hotel.
La società di Tsurumaki, la  Nippon Tri-Trust, ebbe un dissesto finanziario e fallì nel 1993 Il circuito, così come gli altri beni, venne così gestito dalla Hazama, società che aveva costruito il circuito.
Nel 1995 la società mise in vendita la struttura, che comprendeva tre hotel, piscine e una pista da sci artificiale, al 10% del valore di costruzione.
Autopolis è stata così acquistata dalla Kawasaki nel 2005.